# Intihuatana de Písac
El intihuatana de Písac es un sitio arqueológico en Perú. Se encuentra en el distrito de Písac, provincia de Calca, en el norte del departamento del Cuzco.